# Viviparus tricinctus
Viviparus tricinctus е вид охлюв от семейство Viviparidae.

## Разпространение
Видът е разпространен в Китай (Гуейджоу и Хунан).